# Martin Brookes
Martin Brookes (* 1967) ist ein englischer Wissenschaftsjournalist und Sachbuchautor.

## Leben
Er studierte Biologie und Evolutionsgenetik in London und Cardiff. Nach seiner Promotion war er mehrere Jahre am University College London tätig. 
Seit 1996 arbeitet Brookes als freier Autor; er schreibt unter anderem für den New Scientist, BBC Wildlife Magazine und den Guardian. Er lebt in London.

## Werke
- Drosophila. Die Erfolgsgeschichte der Fruchtfliege. Reinbek bei Hamburg: Rowohlt, 2002. ISBN 3-498-00622-3 (Neuaufl. unter dem Titel: Die Fliege. Erfolgsgeschichte eines Labortiers, 2003.)